# ويليام إي. اندروز
ويليام إي. اندروز (بالإنجليزية: William E. Andrews)‏ هو سياسي أمريكي، ولد في 17 ديسمبر 1854 في الولايات المتحدة، وتوفي في 19 يناير 1942 في نفس البلد. حزبياً، نشط في الحزب الجمهوري. وقد انتخب عضو مجلس النواب الأمريكي.